# Episodi di Agents of S.H.I.E.L.D. (prima stagione)
La prima stagione della serie televisiva Agents of S.H.I.E.L.D., composta da ventidue episodi, è stata trasmessa in prima visione negli Stati Uniti dal canale ABC dal 24 settembre 2013 al 13 maggio 2014.
Gli antagonisti principali sono: John Garrett/Chiaroveggente e Grant Ward
In Italia, la stagione è stata trasmessa in prima visione dal canale satellitare Fox dal 4 marzo all'8 luglio 2014.
| nº | Titolo originale               | Titolo italiano                   | Prima TV USA      | Prima TV Italia |
| -- | ------------------------------ | --------------------------------- | ----------------- | --------------- |
| 1  | Pilot                          | Un nuovo eroe                     | 24 settembre 2013 | 4 marzo 2014    |
| 2  | 0-8-4                          | 0-8-4                             | 1º ottobre 2013   | 4 marzo 2014    |
| 3  | The Asset                      | La risorsa                        | 8 ottobre 2013    | 11 marzo 2014   |
| 4  | Eye-Spy                        | A occhi chiusi                    | 15 ottobre 2013   | 11 marzo 2014   |
| 5  | Girl in the Flower Dress       | La ragazza con il vestito a fiori | 22 ottobre 2013   | 18 marzo 2014   |
| 6  | F.Z.Z.T.                       | FZZT                              | 5 novembre 2013   | 18 marzo 2014   |
| 7  | The Hub                        | L'Hub                             | 12 novembre 2013  | 25 marzo 2014   |
| 8  | The Well                       | Il pozzo                          | 19 novembre 2013  | 1º aprile 2014  |
| 9  | Repairs                        | Lavori in corso                   | 26 novembre 2013  | 8 aprile 2014   |
| 10 | The Bridge                     | Il ponte                          | 10 dicembre 2013  | 15 aprile 2014  |
| 11 | The Magical Place              | Un posto magico                   | 7 gennaio 2014    | 22 aprile 2014  |
| 12 | Seeds                          | Origini                           | 14 gennaio 2014   | 29 aprile 2014  |
| 13 | T.R.A.C.K.S.                   | Il treno                          | 4 febbraio 2014   | 6 maggio 2014   |
| 14 | T.A.H.I.T.I.                   | T.A.H.I.T.I.                      | 4 marzo 2014      | 13 maggio 2014  |
| 15 | Yes Men                        | Lorelei                           | 11 marzo 2014     | 20 maggio 2014  |
| 16 | End of the Beginning           | La fine del principio             | 1º aprile 2014    | 27 maggio 2014  |
| 17 | Turn, Turn, Turn               | E gira, gira, gira...             | 8 aprile 2014     | 3 giugno 2014   |
| 18 | Providence                     | Provvidenza                       | 15 aprile 2014    | 10 giugno 2014  |
| 19 | The Only Light in the Darkness | L'unica luce nell'oscurità        | 22 aprile 2014    | 17 giugno 2014  |
| 20 | Nothing Personal               | Niente di personale               | 29 aprile 2014    | 24 giugno 2014  |
| 21 | Ragtag                         | Gentaglia                         | 6 maggio 2014     | 1º luglio 2014  |
| 22 | Beginning of the End           | Il principio della fine           | 13 maggio 2014    | 8 luglio 2014   |

## Un nuovo eroe
- Titolo originale: Pilot
- Diretto da: Joss Whedon
- Scritto da: Joss Whedon, Jed Whedon e Maurissa Tancharoen

### Trama
Ci troviamo a New York poco tempo dopo l'attacco da parte dei Chitauri: Mike Peterson e suo figlio Ace sono tra gli spettatori dell'esplosione di un edificio, allora Mike aiuta una donna rimasta intrappolata rivelando di essere dotato di una super-forza, nel farlo viene però filmato da una ragazza. A Parigi l'agente Grant Ward viene recuperato dallo S.H.I.E.L.D. dopo una missione e portato a New York dove ha un colloquio con il comandante Maria Hill in merito al ritrovamento di un artefatto chitauriano e al suo tentativo di vendita scoperto dal gruppo di hacker Rising Tide, che ultimamente riesce sempre ad avere informazioni in anticipo rispetto all'agenzia. Hill rivela a Ward che l'agente Phil Coulson, dato per morto durante gli eventi di New York, è in realtà ancora vivo (curato a Tahiti a insaputa degli Avengers) e lo vuole nella sua squadra; tuttavia Hill in seguito parla con un medico lasciando intendere che Coulson non conosce la verità sulla sua "resurrezione". Mike Peterson viene raggiunto in un bar dalla ragazza che lo aveva filmato, che rivela di chiamarsi Skye ed essere un membro di Rising Tide, offrendogli il suo aiuto per sfuggire allo S.H.I.E.L.D. che è sulle sue tracce, ma l'uomo rifiuta. Coulson arruola nella sua squadra anche Melinda May, ex-agente sul campo che però accetta solo il ruolo di pilota dell'aereo che farà da base per la squadra, che oltre a Coulson, Ward e May comprende anche la giovane coppia di scienziati Leo Fitz e Jemma Simmons, chiamati simpaticamente "i Fitz-Simons" dato che nessuno ricorda chi sia uno e chi l'altro. Successivamente la squadra cattura Skye e la porta sull'aereo per avere informazioni su Rising Tide e Mike; inizialmente non cooperativa, nel momento in cui si rende conto delle buone intenzioni degli agenti, la ragazza rivela quello che sa: i poteri di Peterson sono dovuti al siero endovenoso chiamato Centipede (prodotto da tecnologia aliena, radiazioni gamma, virus Extremis e siero del supersoldato) somministratogli da una misteriosa e ignota organizzazione. Giunta sul posto dell'esplosione, la squadra di Coulson scopre che è stata causata da un altro soggetto cui era stato somministrato il siero e che si era trasformato in un ordigno umano a causa dell'instabilità dell'Extremis. Nel frattempo Peterson, in gravi difficoltà economiche, ha un attacco d'ira e ferisce gravemente il suo ex datore di lavoro che non voleva riassumerlo, poi fa visita in ospedale a Daisy, la donna che aveva salvato dall'edificio, che rivela di conoscere dato che è stata lei a somministrargli il siero, poi in compagnia del piccolo Ace tramortisce May e rapisce Skye per farsi aiutare a cancellare la sua identità da tutti i database. Fortunatamente il gruppo di agenti riesce a localizzarli e a neutralizzare l'uomo prima che si autodistrugga come l'altro, prendendolo poi sotto la loro custodia e riuscendo ad eliminare il siero dal suo corpo. Al termine della missione Coulson riceve un ordine di recupero di uno "0-8-4" e offre a Skye un posto nella squadra.
- Altri interpreti: J. August Richards (Mike Peterson), Cobie Smulders (Maria Hill), Ron Glass (Dr. Streiten), Shannon Lucio (Dr. Debbie Hynes), Ajani Wrighster (Ace Peterson).
- Ascolti USA: telespettatori 12.120.000[7].
- Ascolti Italia: telespettatori 356.269[8].
- Citazioni e riferimenti: Nell'episodio viene affermato che gli Avengers non sanno che Coulson sia ancora vivo poiché non sono di livello 7 nello S.H.I.E.L.D., tuttavia in seguito nel film Captain America: The Winter Soldier si può apprendere come Captain America sia di livello 8.

## 0-8-4
- Titolo originale: 0-8-4
- Diretto da: David Straiton
- Scritto da: Maurissa Tancharoen, Jed Whedon e Jeffrey Bell

### Trama
La squadra dell'agente Phil Coulson si reca in Perù per indagare sul ritrovamento di un oggetto misterioso classificato con il codice 0-8-4, ovvero di origini sconosciute. Gli agenti hanno parecchi problemi a lavorare insieme, in particolare Ward non approva la mancanza di capacità combattive degli scienziati Fitz e Simmons, ora promossi ad agenti sul campo, e soprattutto è preoccupato dal coinvolgimento della hacker civile Skye. L'agente Melinda May, detta "La Cavalleria", si trova operativa suo malgrado, dato che in seguito a un trauma passato aveva chiesto di rimanere al lavoro d'ufficio. Arrivati sul posto vengono raggiunti da un gruppo di militari capitanati da Camilla Reyes, ex-fiamma di Coulson. Gli agenti dello S.H.I.E.L.D. e i soldati vengono attaccati dai guerriglieri peruviani mentre studiano il misterioso oggetto all'interno di una piramide, ma si mettono in salvo sull'aereo S.H.I.E.L.D. portando l'oggetto con loro. Sull'aereo scoprono che il misterioso 0-8-4 è una potentissima arma dell'HYDRA alimentata dai raggi gamma del Tesseract. A bordo dell'aereo, tuttavia, Camilla Reyes e i suoi uomini si rivelano i veri nemici: vogliono impadronirsi dell'oggetto per contrastare la guerra civile in Perù. Dopo aver inizialmente prevalso sugli agenti dello S.H.I.E.L.D., i soldati vengono infine fermati da questi ultimi, che mettono da parte i dissapori e collaborano come una vera squadra. Skye, tuttavia, è rimasta segretamente in contatto con gli hacker di Rising Tide.
Nella scena finale appare il direttore Nick Fury, che rimprovera Coulson per i danni subiti dall'aereo nel corso del combattimento coi soldati e gli dice di stare attento a Skye, che reputa un rischio.
- Altri interpreti: Leonor Varela (Camilla Reyes), Samuel L. Jackson (Nick Fury).
- Ascolti USA: telespettatori 8.660.000[9].
- Ascolti Italia: telespettatori 262.662[8].
- Citazioni e riferimenti: Lola, la Chevy Corvette di Coulson, vettura simile a quella mostrata da Howard Stark in Captain America - Il primo Vendicatore, in questo episodio non è targata "681 PCE" ma "381 PCE". Coulson rivela a Skyie che il precedente 0-8-4 era il martello di Thor, Mjolnir. Il suo ritrovamento ci era stato mostrato nel film "Thor" e in un universo parallelo di "What if" [10].

## La risorsa
- Titolo originale: The Asset
- Diretto da: Milan Cheylov
- Scritto da: Jed Whedon e Maurissa Tancharoen

### Trama
Lo S.H.I.E.L.D. si mobilita alla ricerca di uno dei suoi assistiti, il Dr. Franklin Hall, che viene rapito ad inizio episodio dai soldati di Ian Quinn, suo ex-partner di ricerca e ora titolare della Quinn Worldwide, i quali si sono serviti di un dispositivo gravitazionale per attaccare il convoglio che trasportava Hall. Quinn vuole l'aiuto di Hall per giungere ad avere pieno controllo della gravità del pianeta, costruendo un generatore di gravità gigante usando un elemento molto raro, il "Gravitonium". Mentre il team degli agenti si sta dirigendo a Malta, Skye si offre volontaria per infiltrarsi nella villa di Quinn durante la sua festa, in modo da permettere a Coulson e Ward di portare in salvo Hall. Skye inganna Quinn lasciandogli credere che lei stia tradendo lo S.H.I.E.L.D. in favore di Rising Tide per fargli abbassare la guardia; tuttavia Coulson scopre ben presto che Hall aveva già progettato la sua fuga e la distruzione del dispositivo di controllo gravitazionale: lo scienziato crede di essere nel giusto, ma Coulson lo avverte che così facendo finirebbe per uccidere diverse persone. La violenta colluttazione che segue forza Coulson a rinunciare a salvare Hall e a farlo precipitare in mezzo al generatore, che sembra vaporizzarlo. Coulson ordina quindi di trasferire il "Gravitonium" in una cella di massima sicurezza al di fuori della portata di terzi.
Nella scena finale viene inquadrato il "Gravitonium", nel quale sembra ci sia ancora qualche traccia di Hall in forma mutata.
- Altri interpreti: Ian Hart (Dr. Franklin Hall), David Conrad (Ian Quinn).
- Ascolti USA: telespettatori 7.870.000[12].
- Ascolti Italia: telespettatori 186.388[13].

## A occhi chiusi
- Titolo originale: Eye-Spy
- Diretto da: Roxann Dawson
- Scritto da: Jeffrey Bell

### Trama
In varie località del pianeta avvengono una serie di furti di alta tecnologia caratterizzati dall'apparente impossibilità di riuscita e di premeditazione. La squadra di Coulson viene incaricata di indagare in merito dell'accaduto, tuttavia essi scoprono che la responsabile è l'ex-allieva dell'uomo: Akela Amador, a lungo creduta morta in missione. La rivelazione scinde la squadra, difatti mentre Coulson è convinto di poterla redimere, May ritiene che la donna non sia nulla più che un'arma e vorrebbe eliminarla, motivo per il quale prende in mano la situazione e la rintraccia nell'hotel in cui si nasconde ingaggiando battaglia con lei, in tale circostanza Akela rivela di essere costantemente sorvegliata e ricattata da qualcuno attraverso una sorta di telecamera a raggi X, installata nel suo occhio destro e munita di dispositivo d'autodistruzione in caso di una sua ribellione. Coulson e la squadra prendono dunque in mano la situazione disturbando il segnale del congegno di modo da prendere tempo e permettere a Fitz-Simmons di rimuovere chirurgicamente telecamera e esplosivo dagli occhi di Akela, mentre Coulson rintracciando il segnale, avvicina l'inglese che monitorava Akela il quale, scoperto, viene eliminato da terzi tramite un congegno analogo a quello della donna. Akela viene presa in custodia dallo S.H.I.E.L.D. per un processo leggero ma, prima di andarsene, confida a May che qualcosa è diverso "in" Coulson.
In una scena ironica dopo i titoli di coda, Skye usa la tecnologia a raggi X rimossa da Akela per spiare sotto i vestiti di Ward.
- Altri interpreti: Pascale Armand (Akela Amador), Dominic Burgess (L'inglese).
- Ascolti USA: telespettatori 7.850.000[15].
- Ascolti Italia: telespettatori 149.784[13].

## La ragazza con il vestito a fiori
- Titolo originale: Girl in the Flower Dress
- Diretto da: Jesse Bochco
- Scritto da: Brent Fletcher

### Trama
A Hong Kong un artista di strada di nome Chan Ho Yin, dotato di apparentemente innati poteri pirocinetici, viene avvicinato da una misteriosa ragazza con un vestito a fiori, Raina, la quale lo rapisce e gli promette fama e ricchezza in cambio del permesso di svolgere dei test sulla sua abilità. Dal momento che l'uomo è sulla lista di superumani tenuti sotto osservazione dallo S.H.I.E.L.D. tuttavia, la squadra di Coulson ne viene immediatamente informata e, dato che la fuga di notizie che ha portato al suo rapimento è stata provocata dal gruppo Rising Tide, i sospetti ricadono su Skye la quale, indignata, replica che c'è un altro hacker che potrebbe esserne responsabile: Miles Lydon. La squadra si reca dunque ad Austin, Texas, alla ricerca dell'uomo, ma quando emerge che Skye ha una relazione con lui e sta cercando di coprirlo, essa perde immediatamente la fiducia dei compagni e viene arrestata insieme a Miles. Nel frattempo Chan assume il nome di battaglia di Scorch e riceve iniezioni endovenali di Extremis per accrescere i suoi poteri; la responsabile dell'esperimento è la dottoressa Debbie che, come Raina, lavora per Centipede (organizzazione responsabile dell'esperimento de Un nuovo eroe). Interrogato da Ward, Miles rivela che, ritenendo Centipede un gruppo di attivisti ecologici, ha venduto loro le informazioni richiestegli, tradendo la fiducia di Skye e facendola infuriare. Le rivelazioni dell'uomo portano lo S.H.I.E.L.D. ad irrompere nella struttura in cui si svolgono gli esperimenti su Scorch, non prima tuttavia che Raina e Debbie gli rivelino di essersi serviti di lui ed averlo privato di un'enorme quantità di piastrine volte a stabilizzare il loro siero endovenoso. La furente ribellione dell'uomo, ormai alle soglie della follia, porta alla morte di Debbie e numerosi agenti dello S.H.I.E.L.D., cosa che costringe Coulson e May ad ucciderlo. Sia a Miles che a Skye viene installato un dispositivo di monitoraggio al polso ma, mentre il primo viene rilasciato, alla seconda viene data un'occasione di spiegare a Coulson cosa stia tramando alle spalle del gruppo; lacrimante l'hacker rivela di aver passato tutta la vita alla ricerca di informazioni sulla sua famiglia che l'abbandonò in un orfanotrofio, ricerca che l'ha portata unicamente a un documento censurato dallo S.H.I.E.L.D.; Coulson promette allora di aiutarla e riconferma il suo posto nella squadra.
Nella scena finale Raina si reca in carcere a trovare un uomo di nome Edison Po per comunicargli che il progetto Centipede è pronto per la fase successiva e, dunque, è il momento di contattare il Chiaroveggente.
- Altri interpreti: Louis Ozawa Changchien (Chan Ho Yin/Scorch), Ruth Negga (Raina), Shannon Lucio (Dr. Debbie Hynes), Austin Nichols (Miles Lydon), Cullen Douglas (Edison Po).
- Ascolti USA: telespettatori 7.390.000[16].
- Ascolti Italia: telespettatori 239.190[17].
- Citazioni e riferimenti: Nell'Universo Marvel, dal 1994 al 2013, "Scorch" (in inglese: ustione) è il nome di battaglia utilizzato da quattro differenti personaggi non collegati tra di loro.

## FZZT
- Titolo originale: F.Z.Z.T.
- Diretto da: Vincent Misiano
- Scritto da: Paul Zbyszewski

### Trama
Coulson fa una serie di esami medici asserendo siano stati ordinatigli dal suo ufficiale medico. Nel frattempo Ward testa una nuova arma stordente sostenendo sia 30 grammi troppo pesante; non appena questi esce dalla stanza Skye, Fitz e Simmons iniziano a fargli il verso. Poco dopo, la squadra è chiamata ad investigare una serie di misteriosi decessi dovuti ad anomalie elettromagnetiche che fanno levitare brevemente il cadavere della vittima. Nonostante l'idea iniziale degli agenti sia quella di una sorta di serial killer superumano, le indagini fanno emergere che, in realtà, si tratta di un virus alieno contratto accidentalmente da tre pompieri che avevano prestato soccorso dopo la battaglia di New York e si erano tenuti come souvenir un elmo chitauriano che li ha infettati al primo tocco. Sebbene l'oggetto venga preso in custodia e la minaccia di un'ulteriore infezione apparentemente scongiurata è Simmons a rimanere contagiata per via di un maldestro contatto con un cadavere. La ragazza, isolata dal resto del gruppo per ragioni di sicurezza, è dunque costretta a lottare per la sua vita cercando di sintetizzare un vaccino mentre Coulson ignora il protocollo di sicurezza che richiederebbe l'eliminazione della giovane. Dopo l'ennesimo ed apparente tentativo fallimentare Simmons, disperata, si getta dall'aereo per non mettere in pericolo i compagni ma Ward si getta a sua volta con un paracadute per recuperarla ed iniettarle il vaccino, che Fitz ha scoperto essere funzionante ad effetto ritardato. Coulson rimprovera Simmons per il suo gesto avventato ma si dice felice che sia salva, mentre Fitz, sconsolato per essere stato preceduto da Ward nell'eroico salvataggio, viene tirato su dall'amica che rivela di ritenere che essergli stata a fianco sia un gesto ben più eroico; non di meno però, essa ringrazia anche Ward il quale rivela ironicamente di essere consapevole dell'imitazione che i due scienziati e Skye fanno di lui.
Coulson infine confida alla May che gli esami medici hanno avuto esiti regolari ma non era questo ciò in cui lui sperava poiché, dopo la sua esperienza pre-morte, si sente profondamente cambiato.
- Altri interpreti: Titus Welliver (Felix Blake), Vincent Laresca (Tony Diaz), Robert Maffia (Baker), Rick Gifford (Adam Cross).
- Ascolti USA: telespettatori 7.150.000[18].
- Ascolti Italia: telespettatori 200.356[17].

## L'Hub
- Titolo originale: The Hub
- Diretto da: Bobby Roth
- Scritto da: Rafe Judkins e Lauren LeFranc

### Trama
La squadra di Coulson si reca a una base dello S.H.I.E.L.D. denominata l'Hub per partecipare ad una nuova missione comandata dalla direttrice della base: la leggendaria agente Victoria Hand. Le specifiche della missione richiedono tuttavia un'autorizzazione di livello 8 per essere divulgate, motivo per cui, ad eccezione di Coulson, tutto ciò che viene rivelato alla squadra è che i due agenti selezionati, Ward e Fitz, dovranno recarsi in Ossezia del Sud per disabilitare una potente arma esplosiva chiamata "Il Distruttore" (Overkill). Skye e Simmons, preoccupate, decidono di scoprire di più ma finiscono per essere scoperte quando la maldestra scienziata, sorpresa per i corridoi dall'agente Sitwell cade in preda al panico e lo narcotizza. Nonostante ciò tuttavia, Skye riesce a scoprire che non è previsto alcun piano d'estrazione per Ward e Fitz, che dunque saranno lasciati a morire. Messo al corrente della cosa Coulson si confronta con Victoria Hand e decide di andare in soccorso dei suoi agenti in prima persona non appena questi portano a compimento la missione. Successivamente, Coulson rivela a Skye di aver scoperto che la donna che la lasciò all'orfanotrofio da neonata era un agente dello S.H.I.E.L.D., tuttavia decide di non informarla che, poco tempo dopo, essa venne assassinata senza che ne sia mai stato scoperto il colpevole.
Dopo i titoli di coda, Coulson fa una telefonata al quartier generale domandando di poter leggere i file inerenti alla sua riabilitazione a Tahiti, ma il centralino gli comunica che nemmeno la sua autorizzazione di livello 8 è sufficiente a poter vedere quel documento.
- Altri interpreti: Maximiliano Hernández (Jasper Sitwell), Saffron Burrows (Victoria Hand).
- Ascolti USA: telespettatori 6.670.000[19].
- Ascolti Italia: telespettatori 311.032[20].

## Il pozzo
- Titolo originale: The Well
- Diretto da: Jonathan Frakes
- Scritto da: Monica Owusu-Breen

### Trama
La squadra di Coulson si reca a Greenwich per ripulire i danni provocati dalla convergenza dei Nove Mondi e dall'invasione degli Elfi Oscuri. Nel frattempo i membri di un culto pagano norreno rinvengono uno dei tre frammenti di un artefatto asgardiano chiamato "Bastone del Berserker", capace di far leva sulla rabbia repressa nel fondo dell'animo di chi lo tocca conferendogli la forza di venti uomini. Per mettere fine al panico scatenato nelle strade dal gruppo di fanatici, la squadra si reca a Siviglia e contatta il professor Elliot Randolph, esperto di mitologia nordica che li indirizza verso l'ubicazione del secondo frammento. Giunti sul luogo tuttavia, il professore tenta di fuggire col manufatto finendo per farselo sottrarre dal capo del culto pagano, inoltre Ward vi entra incidentalmente a contatto riportando alla memoria il suo primo ricordo di odio profondo: quando suo fratello maggiore gettò loro fratello minore in fondo a un pozzo per "renderlo forte" lasciandocelo per ore. L'uomo diviene aggressivo, irritabile e perde la fiducia in se stesso, ma non quella di Coulson, che lo ritiene ancora in grado di svolgere il suo lavoro. Nel frattempo il professor Randolph rivela di essere il berserker asgardiano che, innamoratosi della vita sulla Terra, decise di rimanervi dopo la vittoria contro gli eserciti di Jotunheim spezzando la sua arma in tre parti e sparpagliandole per evitare finissero in mani sbagliate, cosa a cui tenta di porre rimedio rivelando alla squadra la posizione dell'ultimo frammento. Malauguratamente sono anticipati dai pagani con cui Ward e May ingaggiano battaglia e riescono a trionfare scendendo a patti col proprio dolore di modo da gestire il potere del bastone. Successivamente Coulson promette di mantenere il segreto di Randolph suggerendogli di trasferirsi a Portland. Gli agenti si fermano in un hotel per la notte e Skye propone a Ward di seguirla in camera sua per confidarsi dei suoi traumi, l'uomo però rifiuta l'invito e passa invece la notte con May.
Nella scena finale, Coulson si sveglia di soprassalto dopo aver avuto un incubo sulla sua riabilitazione a Tahiti.
- Altri interpreti: Peter MacNicol (Prof. Elliot Randolph), Michael Graziadei (Jakob Nystrom), Erin Way (Petra Larsen), Trenton Rogers (Ward da bambino), Micah Nelson (fratello minore di Ward), Alex Neustaedter (Maynard Ward).
- Ascolti USA: telespettatori 6.890.000[21].
- Ascolti Italia: telespettatori 187.870[22].

## Lavori in corso
- Titolo originale: Repairs
- Diretto da: Billy Gierhart
- Scritto da: Maurissa Tancharoen e Jed Whedon

### Trama
Dopo che in un complesso StatiCorp nello Utah un acceleratore di particelle esplode provocando la morte di tutti gli operai del settore, l'ispettrice di sicurezza, Hannah Hutchins, sembra sviluppare poteri telecinetici cosa che, unita al crescente odio dei concittadini che la ritengono responsabile, porta lo S.H.I.E.L.D. a prenderla in custodia. La donna tuttavia, giunta sull'aereo della squadra di Coulson dichiara di non possedere alcun potere soprannaturale ma di essere invece convinta che il Demonio la stia perseguitando per punirla della morte degli operai. Intanto Fitz e Simmons, resisi conto che Skye sia alla stregua di una novellina dell'accademia, iniziano a farle "scherzi da matricola" e a raccontarle storie inventate sull'origine del soprannome di May, che nel frattempo ha iniziato una relazione sessuale con Ward. Nel momento in cui strane forze invisibili iniziano a manifestarsi sull'aereo la squadra inizia a convincersi che qualcosa stia realmente perseguitando la donna, tuttavia Skye riesce a scoprire che l'entità in questione altri non è che Tobias Ford, uno degli operai rimasti coinvolti nell'esplosione che, a seguito dell'evento, è rimasto intrappolato tra la Terra e un'altra dimensione, che crede essere l'Inferno. L'uomo confessa di avere manomesso l'impianto così da poter passare del tempo con Hannah, di cui era innamorato, motivo per cui si sente responsabile dell'odio rivoltole contro e ha maldestramente tentato di proteggerla. May dichiara di comprendere la sua buona fede e lo convince che rimanendo sospeso tra le due realtà peggiorerà solo la situazione, cosa che porta l'uomo a scomparire poco dopo. Coulson, grato a Skye per aver risolto la situazione e tranquillizzato Hannah, le rivela la verità sull'origine del soprannome "La Cavalleria": durante una missione a Manama un superumano venerato come un Dio prese in ostaggio svariati civili e agenti S.H.I.E.L.D.; May entrò nel covo nemico disarmata, abbatté le forze nemiche e soccorse tutti gli ostaggi. Il trauma di ciò che successe là dentro, e che essa non ha mai rivelato a nessuno, la cambiò profondamente convincendola a ritirarsi dalle missioni sul campo.
Nella scena finale, mentre la squadra gioca a scarabeo Fitz esce dalla sua cuccetta con della schiuma da barba in faccia pretendendo di sapere chi sia il responsabile della burla; nella cabina di pilotaggio May, insospettabile colpevole, sogghigna.
- Altri interpreti: Robert Baker (Tobias Ford), Laura Seay (Hannah Hutchins).
- Ascolti USA: telespettatori 9.690.000[23].
- Ascolti Italia: telespettatori 198.418[24].

## Il ponte
- Titolo originale: The Bridge
- Diretto da: Holly Dale
- Scritto da: Shalisha Francis

### Trama
Edison Po (il prigioniero visto ne La ragazza con il vestito a fiori) viene fatto evadere da una squadra di soldati potenziati col siero Centipede. Per far fronte a ciò la squadra di Coulson chiede supporto dal quartier generale, il quale manda loro Mike Peterson, unitosi allo S.H.I.E.L.D. dopo che il tranquillizzante di Fitz-Simmons ha stabilizzato l'Extremis nel suo organismo. Localizzati i supersoldati di Centipede in una fabbrica abbandonata, Coulson, Ward e Peterson sono in grado di neutralizzarli, ma Po e Raina, guardando le riprese dello scontro notano che Peterson dispone ancora dei propri poteri sebbene non riceva iniezioni del siero Centipede ormai da mesi e si rendono conto che ciò sia la chiave per permettere al progetto di passare alla terza fase. Mentre la sua squadra scopre che Centipede ha applicato ai suoi soldati lo stesso congegno oculare di Akela Amador (visto in A occhi chiusi) per evitare che potessero interrogarli, Po contatta il Chiaroveggente per ricevere ordini su come agire, nel momento in cui Raina chiede di sapere che tipo sia il misterioso leader dell'organizzazione però, l'uomo le ricorda che chiunque faccia domande sul Chiaroveggente deve pagare con la vita. Successivamente Raina e Po rapiscono Ace, il figlio di Peterson, e lo contattano per effettuare uno scambio. Coulson decide di sottostare alle richieste dei criminali ed accompagna Peterson allo scambio su un pontile scortato, a distanza, solo dai membri della sua squadra. Al momento decisivo tuttavia, Peterson rivela che Centipede non vuole lui in cambio di suo figlio, ma Coulson. Nonostante l'uomo sia intenzionato a non tradire lo S.H.I.E.L.D. e arrivi a minacciare di morte Raina, Coulson, per il bene del bambino, si consegna spontaneamente e, come pattuito, Ace viene liberato. Dopo lo scambio Peterson lascia il figlio tra le braccia di Skye e corre in soccorso di Coulson prima che l'elicottero di Centipede decolli ma rimane coinvolto, e apparentemente ucciso, nell'esplosione del ponte premeditata dai criminali come diversivo per la fuga.
Infine, a bordo dell'elicottero usato per fuggire, Raina rivela a Coulson che ciò che vogliono sapere da lui è come sia tornato dalla morte.
- Altri interpreti: J. August Richards (Mike Peterson), Ruth Negga (Raina), Cullen Douglas (Edison Po), Ajani Wrighster (Ace Peterson).
- Ascolti USA: telespettatori 6.110.000[25].
- Ascolti Italia: telespettatori 246.897[26].

## Un posto magico
- Titolo originale: The Magical Place
- Diretto da: Kevin Hooks
- Scritto da: Paul Zbyszewski e Brent Fletcher

### Trama
Sotto la guida di Victoria Hand decine di squadre dello S.H.I.E.L.D. si mobilitano per ritrovare Coulson dopo il suo rapimento ad opera di Centipede, ma Skye, ritenuta inaffidabile dall'autoritaria agente, viene allontanata fino al termine delle indagini con uno stratagemma messo in atto dall'agente May che ha finto di volere la ragazza fuori dalla squadra perché l'ha ritenuta più adatta alla missione "fuori dal sistema". Furiosa perché all'oscuro di tutto ciò, la ragazza decide di investigare per conto suo mantenendo i contatti con Fitz, Simmons e Ward. Nel frattempo, Coulson viene torturato da Edison Po affinché dia loro informazioni sulla sua resurrezione; nel momento in cui l'uomo domanda come mai il Chiaroveggente, pur dichiarandosi tale, non abbia già tale informazione, Po risponde che, dopo il suo ritorno in vita, Coulson è la sola cosa che egli non riesca a vedere. Skye, fingendosi l'agente May, riesce a convincere un businessman disonesto a farle usare le sue risorse informatiche per localizzare il luogo dove Centipede sta interrogando Coulson e, condivisa la scoperta con i compagni, vi dirige le squadre di ricerca. Intanto il Chiaroveggente, deciso che i metodi di Po siano inconcludenti, lo uccide attraverso una telefonata ed affida a Raina l'estorsione di informazioni da Coulson. Resasi conto che l'uomo ne è effettivamente inconsapevole, Raina decide di servirsi di un dispositivo di scansione mentale per risvegliarne in lui il ricordo; attraverso una serie di flashback emerge dunque l'agghiacciante verità: dopo gli eventi di New York, l'uomo è stato rianimato da un'équipe di dottori in una sala operatoria, il suo cranio aperto e il suo cervello stimolato da un macchinario dalla forma aracnidea mentre egli implorava di lasciarlo morire. La squadra di soccorso arriva poco dopo, cattura Raina e libera uno sconvolto Coulson che, quella sera stessa, si fa trovare nella macchina del capo dell'équipe che ha operato su di lui, Streiten, domandandogli spiegazioni. Il dottore dichiara che l'agente è in realtà rimasto morto vari giorni e non per i soli otto secondi di cui Coulson era a conoscenza, e che le operazioni per riportarlo in vita (almeno sette) sono state ordinate dal direttore Fury in persona ma, sfortunatamente, dopo la resurrezione Coulson era tanto traumatizzato da implorare la morte, motivo per il quale hanno manipolato il suo cervello di modo da cancellare l'esperienza e dargli invece dei ricordi piacevoli che gli restituissero la gioia di vivere.
Nella scena finale Mike Peterson, sopravvissuto all'esplosione, si risveglia in una sorta di cella, mutilato della gamba destra, con ustioni di terzo grado su tutto il corpo e un dispositivo oculare attraverso cui Centipede gli ordina di «attendere nuovi ordini».
- Altri interpreti: Saffron Burrows (Victoria Hand), Ron Glass (Dr. Streiten), Ruth Negga (Raina), Cullen Douglas (Edison Po), J. August Richards (Mike Peterson).
- Ascolti USA: telespettatori 6.630.000[27].
- Ascolti Italia: telespettatori 170.337[28].

## Origini
- Titolo originale: Seeds
- Diretto da: Kenneth Fink
- Scritto da: Monica Owusu-Breen e Jed Whedon

### Trama
Fitz, Simmons, Ward e Skye si recano all'accademia dello S.H.I.E.L.D. per investigare dei misteriosi incidenti inerenti al congelamento di oggetti e persone, l'ultimo dei quali avviene proprio al loro arrivo e coinvolge il brillante ma introverso cadetto Donnie Gill. Mentre i compagni cercano di scoprire qualcosa investigando la struttura Fitz scopre di avere parecchie cose in comune con Donnie e ci stringe amicizia aiutandolo a risolvere un problema in un dispositivo a cui stava lavorando che, tuttavia, si rivela essere proprio il raggio congelante su cui la squadra è stata chiamata a investigare e che Donnie ed un altro cadetto, Seth Dormer, sperano di poter vendere alla Quinn Worldwide. Per impressionare Ian Quinn i due usano la macchina nel giardino dell'accademia provocando una bufera di neve ma, poco dopo, realizzandone l'incontrollabilità Donnie tenta di spegnerla provocando un'esplosione che uccide Seth. Arrestato dallo S.H.I.E.L.D., Donnie viene portato alla struttura detentiva denominata Sandbox, ma, lungo il tragitto, si rende conto che l'esplosione del macchinario gli ha conferito poteri criocinetici. Parallelamente in Nuovo Messico, Coulson e May indagano sui genitori di Skye rintracciando Richard Lumley, il partner dell'agente che la lasciò all'orfanotrofio e venne in seguito assassinata. L'uomo rivela di essere in latitanza da 24 anni, dopo una missione in Hunan volta al recupero di uno 0-8-4 che si rivelò essere una neonata i cui concittadini erano stati tutti misteriosamente sterminati. Quando, fatto ritorno agli Stati Uniti, anche i membri della loro squadra iniziarono a morire, la partner di Lumley lasciò la bambina in un orfanotrofio per proteggerla da chiunque fossero i suoi inseguitori e l'uomo fece perdere le sue tracce; la bambina in questione è Skye. Terminate le rispettive missioni la squadra si riunisce e, dopo che questi dichiara di non volere più segreti sull'aereo, May rivela a Coulson della sua relazione sessuale con Ward precisando che se diventasse un problema la troncherebbe di netto. Poco dopo, Coulson rivela a Skye il segreto delle sue origini; in un primo momento devastata, la ragazza capisce poi che lo S.H.I.E.L.D. in realtà l'ha protetta fin da bambina e, pertanto, rappresenta la famiglia che ha sempre voluto.
Nella scena finale Quinn, in volo sul suo jet, riceve una chiamata da Coulson, per informarlo che se mai passerà sullo spazio aereo di un paese alleato dello S.H.I.E.L.D. verrà abbattuto. Prima di riattaccare il miliardario gli porge i saluti del Chiaroveggente.
- Altri interpreti: David Conrad (Ian Quinn), Dylan Minnette (Donnie Gill), Daniel Zovatto (Seth Dormer), Christine Adams (Anne Weaver), Boyd Kestner (Richard Lumley).
- Ascolti USA: telespettatori 6.370.000[29].
- Ascolti Italia: telespettatori 158.600[30].
- Citazioni e riferimenti: Nel discorso all'accademia, Fitz menziona "la noiosa lezione del professor Vaughn", probabile riferimento a Wendell Vaughn/Quasar. Nel Muro degli Eroi dell'Accademia dello S.H.I.E.L.D., Skye legge il nome di Bucky Barnes.

## Il treno
- Titolo originale: T.R.A.C.K.S.
- Diretto da: Paul Edwards
- Scritto da: Lauren LeFranc e Rafe Judkins

### Trama
Decisi a trovare il Chiaroveggente, i membri della squadra di Coulson salgono a bordo di un treno presso le Tre Cime di Lavaredo, in Italia, per intercettare una spedizione della Cybertek Inc. commissionata da Ian Quinn. Nonostante il lavoro di copertura effettuato e la divisione in gruppi, i sei agenti vengono scoperti poiché traditi da Luca Russo, collegamento dello S.H.I.E.L.D. con la polizia italiana. L'uomo viene ucciso da May tuttavia essa, Coulson e Ward sono costretti a saltare dal treno e, quando lo raggiungono nuovamente, dei tre compagni rimasti a bordo è rimasta solo Simmons poiché Fitz e Skye hanno seguito il gruppo della Cybertek fino alla villa di Quinn. Avendo a disposizione solo una pistola Skye, addestrata da Ward all'uso basilare delle armi, decide di entrare lasciando Fitz di guardia, sebbene questi non sia convinto della temeraria scelta della ragazza che, arrivata nei sotterranei dell'edificio trova Mike Peterson tenuto in vita all'interno di una camera iperbarica ed assiste all'installazione di una gamba cibernetica della Cybertek in sostituzione di quella persa dall'uomo. Terminata l'installazione Quinn ordina a Peterson di assassinare Skye per dimostrare la sua obbedienza a Centipede ma egli replica che non sono quelli gli ordini del Chiaroveggente e se ne va uccidendo gli uomini della Cybertek, colpevoli di aver condotto lo S.H.I.E.L.D. alla villa. Una volta uscito Peterson, Quinn ribatte di avere a sua volta degli ordini e, voltandosi verso Skye, le spara a bruciapelo due colpi di pistola nello stomaco. Quando il resto della squadra irrompe nell'abitazione arrestando Quinn, Skye, lasciata sanguinante sul pavimento, è ormai in fin di vita; Simmons la mette quindi nella camera iperbarica di modo da guadagnare il tempo necessario a portarla in un ospedale dello S.H.I.E.L.D. con la tenue speranza di poterle salvare la vita.
Nella scena finale, Peterson osserva Ace giocare ai giardini pubblici e chiede al Chiaroveggente il permesso di vedere suo figlio, la risposta che riceve al suo occhio prostetico è: "non ancora". L'inquadratura si stringe poi sulla gamba meccanica, che riporta la scritta "Progetto Deathlok".
- Altri interpreti: David Conrad (Ian Quinn), Stan Lee (cameo), Carlo Rota (Luca Russo), J. August Richards (Mike Peterson/Deathlok).
- Ascolti USA: telespettatori 6.620.000[31].
- Ascolti Italia: telespettatori 141.064[32].
- Citazioni e riferimenti: Coulson, in uno scambio di battute con Ward, fa riferimento al film L'incredibile Hulk rivelando che Abominio è tenuto prigioniero in una cella criogenica a Barrow, Alaska. Inoltre il panorama delle Tre Cime di Lavaredo è stato creato tramite effetti speciali in quanto su quel versante non passano treni e l'unico posto da dove si può godere di un panorama del genere è il Rifugio Antonio Locatelli.

## T.A.H.I.T.I.
- Titolo originale: T.A.H.I.T.I.
- Diretto da: Bobby Roth
- Scritto da: Jeffrey Bell

### Trama
Skye viene trasferita a Zurigo in una struttura medica dello S.H.I.E.L.D. ma tutto ciò che possono fare i dottori è stabilizzare le sue condizioni e rallentare l'inevitabile morte con un coma indotto. Deciso a salvarla, Coulson si mette sulle tracce del laboratorio dove, mesi prima, lui stesso è stato riportato in vita, andando contro gli ordini dei suoi superiori. Poco dopo, gli agenti Garrett e Triplett abbordano l'aereo della squadra per prelevare Ian Quinn, prigioniero di Coulson, il quale riesce a convincere Garrett, suo vecchio amico, ad aiutarlo a salvare Skye poiché se sopravvivesse ella potrebbe testimoniare contro Quinn. Fitz-Simmons, intanto, leggendo il fascicolo sulla resurrezione di Coulson scoprono che un farmaco sconosciuto, il cui acronimo è "G.H.", è la chiave della procedura. Non riuscendo a trovare nessuno dei dottori che ha svolto la miracolosa operazione, il gruppo risale tramite lunghe indagini al luogo in cui è stata effettuata, un laboratorio segreto chiamato "Guest House" (G.H.) che a quanto pare non appartiene allo S.H.I.E.L.D. ed è inattivo ma sorvegliato da due agenti i quali, non appena Coulson, Ward, Fitz e Garrett vi irrompono per recuperare il prodigioso farmaco, li attaccano perdendo la vita nel tentativo. Una volta giunti all'interno del luogo, Fitz trova il siero e lo porta a Simmons mentre Garrett e Ward tentano invano di interrompere la procedura di autodistruzione attivata dalla loro intrusione; nel frattempo Coulson scopre una stanza marcata "progetto T.A.H.I.T.I." e vi guarda all'interno scoprendo qualcosa che lo lascia talmente scioccato da far sì che, non appena Garrett lo raggiunge per portarlo fuori prima che il posto esploda, egli implori di non somministrare il farmaco a Skye. Le suppliche dell'uomo arrivano però troppo tardi, in quanto Skye ha già subito l'iniezione senza apparenti effetti collaterali. Mentre le funzioni vitali della ragazza si ripristinano Garrett e Triplett prendono in consegna Quinn, mentre Coulson, interrogato da May riguardo a cosa abbia visto nel laboratorio, rievoca alla mente, senza risponderle, la terrificante immagine: il farmaco è una sostanza biologica prelevata dai tessuti di un enorme umanoide dalla pelle azzurra tenuto in animazione sospesa, più morto che vivo.
Dopo i titoli di coda, nella Valle della Morte l'asgardiana Lorelei, appena giunta sulla Terra, arriva fino a un motel ed esercita il suo controllo mentale su di un novello sposo per fargli abbandonare la moglie e farsi aiutare nella sua fuga.
- Altri interpreti: Bill Paxton (John Garrett), B.J. Britt (Antoine Triplett), Elena Satine (Lorelei), David Conrad (Ian Quinn).
- Ascolti USA: telespettatori 5.460.000[33].
- Ascolti Italia: telespettatori 148.456[34].

## Lorelei
- Titolo originale: Yes Men
- Diretto da: John Terlesky
- Scritto da: Shalisha Francis

### Trama
Al fine di crearsi un esercito, Lorelei incanta una banda di motociclisti con i suoi poteri e si sbarazza del precedente schiavo. Nel frattempo Skye, risvegliatasi dal coma, è accolta calorosamente dalla squadra che, pochi istanti dopo, si reca sul luogo dove è stata rilevata la traccia magnetica prodotta dall'apertura del Bifrǫst, preannunciante l'avvento di un asgardiano. Coulson accoglie dunque Lady Sif, giunta sulla Terra per catturare Lorelei, pericolosa evasa fuggita dalle prigioni di Asgard durante l'attacco degli Elfi Oscuri e capace di controllare la mente di qualsiasi uomo col solo ausilio della voce. Rintracciato il nascondiglio della fuggiasca, gli agenti vi si recano scortati dalla guerriera asgardiana ma, nel corso dello scontro con i suoi seguaci, Lorelei riesce ad avvicinarsi a Ward e a piegarlo al suo potere riuscendo così a scappare con lui. Coulson e i suoi uomini seguono dunque le tracce del loro specialista fino a Las Vegas senza tuttavia riuscire a rintracciarlo; a loro insaputa infatti, l'uomo ha preso il controllo dell'aereo permettendo a Lorelei di schiavizzare anche Fitz, che imprigiona Sif in una stanza blindata e Skye e Simmons nell'infermeria. Vedendo May come unica minaccia rimasta, Lorelei ordina a Ward di eliminarla rivelandole inoltre che, a discapito della loro relazione sessuale, il cuore dell'uomo sia sempre stato con un altro membro della squadra. Coulson intanto si finge a sua volta sotto il controllo dell'asgardiana e libera Skye e Simmons per farsi assistere in un sotterfugio che permette, mentre infuria la battaglia tra Ward e May, di sigillare Lorelei nella stanza in cui si trova Sif, dando modo alla guerriera di sconfiggerla e sigillare la sua gola con un collare incantato che pone fine ai suoi sortilegi. Come ordinatole da Odino, Sif ritorna dunque ad Asgard assieme alla prigioniera ringraziando gli agenti e promettendo a Coulson di non dire nulla a Thor riguardo al suo ritorno in vita così che un giorno possa farlo lui stesso. May, intanto, pone fine alla sua relazione con Ward.
Nella scena finale, Coulson rivela a Skye la fonte del siero che è stato loro iniettato ed essa, pur prendendo la notizia con filosofia, concorda di tenerlo segreto al resto della squadra finché non avranno maggiori dettagli; mentre parlano May origlia la loro conversazione e, in seguito, tramite una linea sicura informa una misteriosa terza parte dicendo: «Aggiornamento 93: l'ha scoperto. Ripeto, Coulson l'ha scoperto».
- Altri interpreti: Jaimie Alexander (Lady Sif), Elena Satine (Lorelei), Maximiliano Hernández (Jasper Sitwell).
- Ascolti USA: telespettatori 5.990.000[35].
- Ascolti Italia: telespettatori 253.495[36].
- Citazioni e riferimenti: Quando Coulson chiede a Sif di fargli un elenco delle creature aliene di colore blu che abbia incontrato nei vari mondi essa gli elenca varie razze dell'universo Marvel, ossia: Interdite, Levian, Pheragot, Kree, Sark, Centauriani e Giganti dei Ghiacci. Nel finale, l'asgardiana afferma inoltre di dover consegnare Lorelei viva per ordine di Odino, tuttavia i fatti narrati sono successivi a Thor: The Dark World e, pertanto, con tutta probabilità, tali ordini sono in realtà impartiti da Loki.

## La fine del principio
- Titolo originale: End of the Beginning
- Diretto da: Bobby Roth
- Scritto da: Paul Zbyszewski

### Trama
Deathlok aggredisce gli agenti Garrett e Triplett in un rifugio dello S.H.I.E.L.D. a Sydney, Australia, ma questi riescono fortunosamente a metterlo in fuga. Qualche settimana dopo, Coulson riunisce gli agenti Hand, Sitwell, Garrett, Triplett e Blake per indire una caccia planetaria al Chiaroveggente, che ritiene essere uno degli individui precedentemente indagati dall'organizzazione spionistica quali potenziali dotati di abilità divinatorie. Per poter analizzare i dati di questi soggetti gestendo l'operazione dietro le quinte, dunque, Skye diviene ufficialmente un'agente dello S.H.I.E.L.D.; mentre Sitwell poco dopo l'inizio dell'operazione, viene mandato a bordo di una nave per una missione segreta. Blake e May recatisi nella casa di cura dove risiede Thomas Nash, ex-businessman in stato vegetativo facente parte della lista di sospetti, scoprono che questi è scomparso e vengono attaccati da Deathlok, il quale ferisce gravemente Blake che, però, riesce ad attaccargli un localizzatore. Convinti che Nash sia il Chiaroveggente, Coulson, i suoi uomini, Garrett, e diverse squadre di supporto rintracciano Deathlok fino ad un ippodromo abbandonato, mentre la Hand, scortata all'Hub da Simmons e Triplett, coordina l'operazione. A seguito di un nuovo scontro con il cyborg, che tuttavia riesce a fuggire, gli agenti si trovano faccia a faccia con Nash che, parlando tramite macchine, si arrende dichiarandosi il Chiaroveggente e rivelando che, anche se lo arresteranno, lui li osserverà sempre. Nel momento in cui rivela il suo intento di uccidere Skye per prenderle "qualcosa che possiede" tuttavia, Ward lo fredda con un colpo di pistola in pieno petto e, dunque, viene arrestato per essere giudicato da una commissione disciplinare. Durante il volo di rientro però Coulson, parlando con Skye, capisce che il Chiaroveggente è in realtà un membro dello S.H.I.E.L.D. con un elevato livello di autorizzazione i cui "poteri" derivano dall'aver accesso a tutti i loro fascicoli.
Nel finale, Fitz scopre la linea sicura di May e lo rivela a Skye, che finisce per puntarle una pistola assieme a Coulson domandandole spiegazioni. Mentre essi parlano Victoria Hand prende il controllo dell'aereo dirottandolo verso l'Hub ed ordina ai suoi uomini, non appena sarà atterrato, di uccidere ognuna delle persone a bordo tranne Coulson, di cui vuole occuparsi personalmente.
- Altri interpreti: J. August Richards (Deathlok), Bill Paxton (John Garrett), B.J. Britt (Antoine Triplett), Saffron Burrows (Victoria Hand), Maximiliano Hernández (Jasper Sitwell), Titus Welliver (Felix Blake), Brad Dourif (Thomas Nash).
- Ascolti USA: telespettatori 5.710.000[37].
- Ascolti Italia: telespettatori 235.576[38].
- Citazioni e riferimenti: Skye, nel corso dell'episodio, menziona direttamente il Dipartimento H descrivendolo come una branca del governo canadese interessata da anni ai superumani.

## E gira, gira, gira...
- Titolo originale: Turn, Turn, Turn
- Diretto da: Vincent Misiano
- Scritto da: Jed Whedon e Maurissa Tancharoen

### Trama
Il jet di Garrett viene attaccato da droni armati dello S.H.I.E.L.D. ma Coulson giunge in suo soccorso abbattendoli e permettendogli di risalire a bordo del suo aereo, di cui la sua squadra ha ripreso il controllo dopo aver chiuso May nella stessa cella blindata di Ward credendola una traditrice, nonostante essa dichiari di avere usato la linea sicura solo al fine di informare il direttore Fury, col quale ha formato la squadra da dietro le quinte per supervisionare il benessere fisico e mentale di Coulson. Skye, intanto, decifra un segnale cifrato nei network dello S.H.I.E.L.D. che, una volta decifrato, rivela l'infiltrazione dell'HYDRA al suo interno. Il gruppo decide ad ogni modo di recarsi all'Hub per liberare Simmons e catturare Victoria Hand, che ritengono essere il vero Chiaroveggente. All'interno della struttura nel frattempo viene diffuso il messaggio dell'infiltrazione dell'HYDRA dal Triskelion cosa che porta Triplett e Simmons a tentare la fuga, salvo essere catturati dagli uomini della Hand che, dopo averli sottoposti a un test, rivela di non essere un membro dell'HYDRA e di aver iniziato un'operazione per eliminarne gli agenti dall'Hub. Nel frattempo Coulson, May, Garrett e Fitz fanno irruzione in una sala computer dell'Hub e, durante un dialogo con Coulson, Garrett si tradisce rivelando di essere il vero Chiaroveggente nonché un agente dell'HYDRA. Nella battaglia che ne consegue l'uomo viene catturato, gli agenti dell'HYDRA uccisi e l'Hub recuperato. Nel frattempo Captain America riesce a distruggere gli helicarrier del progetto Insight ma Nick Fury è dato per morto e i segreti dello S.H.I.E.L.D. vengono diffusi su Internet lasciando l'organizzazione fortemente compromessa.
Nella scena finale, Ward si offre di accompagnare la Hand e i suoi uomini alla Ghiacciaia per imprigionarvi Garrett, tuttavia durante il tragitto la donna gli offre la possibilità di assassinare il vero Chiaroveggente per rimediare all'errore commesso con Nash. Non appena l'uomo prende in mano la pistola però, apre il fuoco sulla Hand e sui suoi agenti rivelandosi a sua volta un agente dell'HYDRA.
- Altri interpreti: Bill Paxton (John Garrett), B.J. Britt (Antoine Triplett), Saffron Burrows (Victoria Hand), Christine Adams (Anne Weaver).
- Ascolti USA: telespettatori 5.370.000[39].
- Ascolti Italia: telespettatori non disponibili.

## Provvidenza
- Titolo originale: Providence
- Diretto da: Milan Cheylov
- Scritto da: Brent Fletcher

### Trama
Ward fa evadere Raina di prigione e la conduce a cospetto di Garrett che le si rivela come Chiaroveggente. Nonostante inizialmente essa sia delusa dal fatto che questi non possegga alcuna abilità sovrannaturale viene persuasa a continuare a lavorare per lui sul progetto Centipede utilizzando il siero da lui segretamente prelevato alla Guest House. Nel frattempo, dall'Hub, Coulson tenta invano di rimettere in piedi lo S.H.I.E.L.D. ma il colonnello Talbot lo informa che sta per inviare un gruppo di suoi uomini per interrogarli. Intuendo che le intenzioni dell'esercito siano quelle di estrometterli completamente dalla base o arrestarli, Coulson abbandona l'Hub assieme ai suoi uomini e a Triplett ordinando a Skye di cancellare da qualsiasi database le identità di ogni membro della squadra, incluso l'assente Ward. Al momento della raccolta dei distintivi tuttavia, Coulson scopre sul suo un codice numerico simile a delle coordinate e, seguendole, giunge fino alla Provvidenza, base segreta di Fury diretta in completo isolamento dall'agente Eric Koenig, il quale gli rivela in confidenza il fatto che il direttore Fury sia ancora vivo. Intanto Ward e Garrett fanno irruzione nella Ghiacciaia e, dopo aver fatto evadere ogni suo prigioniero umano e superumano, la depredano di ogni oggetto nascostovi, inclusi il Bastone del Berserker e lo 0-8-4 peruviano. Tornati alla loro base HYDRA tuttavia, Raina li informa che l'hard drive rubato da Ward contenente le ricerche di Simmons è sigillato da una password nota solo a Skye, motivo per il quale Ward è costretto a ricongiungersi alla squadra tornando alla Provvidenza con la storia fittizia di essere sfuggito a un agguato alla Ghiacciaia da parte di agenti dell'HYDRA.
Nella scena finale, Ian Quinn, fatto evadere dalla Ghiacciaia, si lamenta con Garrett per tutti i problemi causatigli con le sue menzogne; la sua ira è tuttavia placata nel momento in cui Garrett gli consegna l'ennesimo oggetto sottratto allo S.H.I.E.L.D.: il "Gravitonium".
- Altri interpreti: Bill Paxton (John Garrett), B.J. Britt (Antoine Triplett), David Conrad (Ian Quinn), Ruth Negga (Raina), Adrian Pasdar (Glenn Talbot), Patton Oswalt (Eric Koenig), Patrick Brennan (Marcus Daniels).
- Ascolti USA: telespettatori 5.520.000[40].
- Ascolti Italia: telespettatori 199.917[41].
- Citazioni e riferimenti: Compare il "Barbershop Headquarter", sede dello S.H.I.E.L.D. ricorrente nelle prime storie di Capitan America; inoltre Garrett, parlando con Ward, dichiara di avere, anni addietro, arrestato un tale John Horton, supercriminale noto nei fumetti come Griffin.

## L'unica luce nell'oscurità
- Titolo originale: The Only Light in the Darkness
- Diretto da: Vincent Misiano
- Scritto da: Monica Owusu-Breen

### Trama
Ward racconta alla squadra di essere riuscito a uccidere Garrett ma non a impedire che l'HYDRA razziasse la Ghiacciaia di tutte le sue apparecchiature e facesse evadere gli internati. Saputo ciò, Coulson si informa se tra di essi figuri anche Marcus Daniels, psicopatico dotato del potere di assorbire qualsiasi forma di energia a seguito di un incidente in un laboratorio che svolgeva ricerche sull'energia oscura. Avuto conferma delle sue ansie l'agente si dirige a Portland, Oregon assieme a Fitz, Simmons e Triplett per soccorrere Audrey Nathan, la violoncellista con cui aveva una relazione prima degli eventi di New York conosciuta proprio poiché vittima di stalking da parte di Daniels, cui lui dava la caccia. Il timore di Coulson che il folle sia ancora ossessionato dalla violoncellista si rivela corretto e, dunque, egli interagendo con lei attraverso i suoi uomini per non spaventarla (dato che lo crede morto), prepara una trappola che porta Daniels allo scoperto permettendo alla squadra di bombardarlo con degli emettitori di radiazioni gamma che apparentemente lo disintegrano. Nel mezzo dell'azione Audrey, per un istante, vede Coulson ma, in seguito, si convince fosse solo la sua immaginazione. Nel frattempo, alla Provvidenza May, ferita dalla sfiducia di Coulson, se ne va senza dire nulla a nessuno mentre Skye convince Eric Koenig a farle usare le apparecchiature della base per entrare nei satelliti NSA di modo da carpire con essi le immagini dell'assalto alla Ghiacciaia e identificare con maggior precisione gli evasi; l'operazione ha successo ma Ward, conscio che ciò possa mettere a rischio la sua copertura, uccide Koenig e si concede un attimo di tenerezza con Skye – che nel frattempo ha scoperto il suo doppio gioco – prima di convincerla a seguirlo a bordo del loro aereo con la scusa di dover andare in soccorso alla squadra recandosi nell'unico luogo in cui è possibile sbloccare l'hard drive. Tornati alla base, Coulson e gli altri si meravigliano di trovarla vuota.
Nella scena conclusiva, in Ontario, May si incontra in un luogo prestabilito con sua madre, una spia in pensione che le consegna un fascicolo reperito su richiesta della figlia e atto a rintracciare Maria Hill.
- Altri interpreti: B.J. Britt (Antoine Triplett), Patton Oswalt (Eric Koenig), Patrick Brennan (Marcus Daniels/Blackout), Amy Acker (Audrey Nathan), Tsai Chin (Mrs. May).
- Ascolti USA: telespettatori 6.040.000[42].
- Ascolti Italia: telespettatori 225.533[43].

## Niente di personale
- Titolo originale: Nothing Personal
- Diretto da: Billy Gierhart
- Scritto da: Paul Zbyszewski e DJ Doyle

### Trama
A Washington May si incontra con Maria Hill rivelandole dove si trovano Coulson e la sua squadra dopo essersi sincerata che essa non sia al corrente dell'identità di colui a cui Fury ha affidato il progetto T.A.H.I.T.I.; nel frattempo alla Provvidenza Simmons scopre il cadavere di Koenig e Fitz trova un messaggio lasciato da Skye che rivela il doppio gioco di Ward. Pochi istanti dopo il colonnello Talbot, guidato dalla Hill, fa irruzione con un plotone alla Provvidenza ed arresta il gruppo di agenti proponendogli uno scambio: informazioni confidenziali sullo S.H.I.E.L.D. in cambio di una pena minore. Sebbene inizialmente Hill tenti di convincere Coulson ad accettare l'accordo, quando questi le rivela di aver scoperto che Ward fa parte dell'HYDRA, decide di aiutare lui e la sua squadra a scappare. Nel frattempo Skye riesce con un tranello a denunciare Ward e tenta di sfuggirgli mentre è impegnato in una colluttazione con la polizia, tuttavia viene ricatturata da Deathlok e condotta sull'aereo sottratto al team, dove Ward tenta disperatamente di estorcerle la decriptazione dell'hard drive con le buone, assicurandole comunque che mai la ucciderebbe; fallito il tentativo, Garrett ordina a Deathlok di arrestare il battito cardiaco dell'uomo con una delle sue armi per ricattare Skye che, non volendo lasciarlo morire, decide di cooperare. Intanto grazie all'aiuto di Hill, Coulson si intrufola nell'aereo e fugge assieme a Skye a bordo della sua Corvette volante, Lola, scampando per un pelo alle grinfie di Deathlok. Rifugiatasi in un hotel di Los Angeles, la squadra si prepara a rintracciare Garrett e i suoi uomini grazie a una manomissione fatta da Skye all'hard drive, tuttavia Hill puntualizza che la loro non sarà una missione ufficiale quanto una vendetta privata e che, in seguito, dovranno ritirarsi.
Nella scena finale May, raggiunto Coulson in hotel, gli mostra una registrazione lasciatagli da Fury all'interno della sua tomba, che la donna aveva precedentemente trafugato: il filmato mostra Coulson, sovrintendente del progetto T.A.H.I.T.I. (volto a rianimare un Avenger ferito mortalmente), dare le dimissioni in quanto contrario al suo utilizzo per via dei terribili effetti collaterali che ha sulla mente a meno che non si rimuovano i ricordi dell'esperienza.
- Altri interpreti: B.J. Britt (Antoine Triplett), Cobie Smulders (Maria Hill), J. August Richards (Deathlok), Adrian Pasdar (Glenn Talbot).
- Ascolti USA: telespettatori 5.950.000[44].
- Ascolti Italia: telespettatori 227.324[45].
- Citazioni e riferimenti: All'inizio dell'episodio Maria Hill, parlando al telefono con Pepper Potts, cita espressamente l'Uomo Cosa; già indirettamente menzionato in Iron Man 3 con l'apparizione di Stephanie Szostak nei panni di sua moglie Ellen Brandt.

## Gentaglia
- Titolo originale: Ragtag
- Diretto da: Roxann Dawson
- Scritto da: Jeffrey Bell

### Trama
1999: Plymouth, Massachusetts. Il giovane Grant Ward, in riformatorio in attesa di processo per aver appiccato fuoco a casa dei genitori mentre il fratello era all'interno, viene avvicinato da John Garrett, che gli promette di evitargli la prigione per tentato omicidio qualora accettasse di lavorare per l'organizzazione segreta di cui fa parte. Ward accetta e viene dunque fatto evadere e condotto in mezzo a una foresta del Wyoming, dove resta per anni con la sola compagnia di un cane, Buddy, e le visite sporadiche di Garrett, venendo addestrato per divenire un agente HYDRA dormiente nello S.H.I.E.L.D. e sviluppando col tempo una profonda gratitudine verso l'agente supervisore. Nel presente, il team di Coulson recupera le apparecchiature da Howling Commandos del nonno di Triplett e si infiltra nella Cybertek per rubare i file del Progetto Deathlok, che scoprono essere iniziato nel 1990 ed avere avuto come "Paziente 0" Garrett stesso, ferito dall'esplosione di una bomba a Sarajevo. Il motivo per cui l'uomo ha speso 25 anni a perfezionare il siero Centipede è che i suoi impianti biomeccanici si stanno deteriorando e la sua aspettativa vitale si è ormai ridotta a pochi mesi. Raina, intanto, informa Ward di aver fatto delle ricerche e scoperto qualcosa sul passato di Skye: quando il villaggio in cui si trovava la neonata fu attaccato, i "mostri" autori dell'assalto erano i veri genitori della ragazza. Il team si divide per localizzare la base HYDRA di Garrett e l'aereo sottrattogli. Fitz e Simmons riescono a rintracciare l'aereo, ma vengono scoperti da Ward, catturati e portati al cospetto di Garrett che, dopo essere stato attaccato da Fitz con un dispositivo EMP che danneggia le sue parti meccaniche, in punto di morte ordina a Ward di sbarazzarsi di loro. L'ordine rievoca alla memoria di Ward la richiesta fattagli anni addietro da Garrett come ultima fase dell'addestramento: uccidere il suo unico amico, il cane Buddy, per non avere più debolezze. Riluttante, Ward decide infine di gettarli in mare aperto dall'aereo in volo espellendo il ripostiglio in cui si sono nascosti mentre Garrett si fa iniettare il G.H.325, neo-riprodotto da Raina e, dopo delle iniziali convulsioni, apre gli occhi in perfetta salute esclamando di aver visto l'universo. May, Skye, Triplett e Coulson intanto, giunti alla base HYDRA a Cuba, vengono attaccati da un gruppo di supersoldati lasciati lì ad aspettarli.
Nella scena conclusiva, a Washington, Ian Quinn incontra dei rappresentanti del governo per proporgli la vendita di milioni di Deathlok.
- Altri interpreti: B.J. Britt (Antoine Triplett), Bill Paxton (John Garrett), J. August Richards (Deathlok), David Conrad (Ian Quinn), Ruth Negga (Raina), Austin Lyon (Ward adolescente).
- Ascolti USA: telespettatori 5.370.000[46].
- Ascolti Italia: telespettatori 140.833[47].

## Il principio della fine
- Titolo originale: Beginning of the End
- Diretto da: David Straiton
- Scritto da: Maurissa Tancharoen e Jed Whedon

### Trama
La squadra di Coulson, riuscita a fuggire dalla base Cubana dell'HYDRA grazie a May (che afferrando il bastone del Berserker pareggia la forza dei supersoldati nemici e fa crollare l'edificio), si reca allo stabilimento della Cybertek in cui Quinn ha iniziato la presentazione delle sue truppe di Deathlok ai militari; tale presentazione è però interrotta da Garrett che, in preda ad una follia delirante conseguente l'iniezione del G.H.325, uccide un rappresentante dell'esercito dichiarando di voler iniziare un nuovo mondo. Lo stato in cui versa l'uomo porta a lasciare in fretta e furia la Cybertek sia Raina che Quinn (quest'ultimo portando con sé il "Gravitonium"). Nel frattempo, sul fondo dell'oceano (a circa 30 metri dalla superficie), Fitz e Simmons escogitano una maniera per tornare in superficie provocando un'onda d'urto nella camera blindata in cui sono rinchiusi i due; Fitz allora, ritenendo che uno solo di loro possa farcela, costringe la compagna a prendere l'unica bombola di ossigeno e le confessa di essere sempre stato innamorato di lei. Il piano ha successo e i due scienziati riemergono sebbene Fitz sia in fin di vita e Simmons venga salvata dalla corrente grazie al sopraggiunto Nick Fury, messosi sulle tracce di Coulson per assisterlo nella battaglia finale. Nel frattempo May ingaggia Ward in un violento combattimento corpo a corpo e Skye, convincendo il direttore dello stabilimento Cybertek di avere addosso una bomba, lo costringe a rivelare il luogo in cui gli uomini di Garrett tengono i familiari dei loro supersoldati (e dello stesso staff Cybertek) per ricattarli; la ragazza libera così, fra gli altri, Ace, il figlio di Mike. Coulson affronta faccia a faccia Garrett, venendo però sopraffatto dai suoi nuovi poteri finché non sopraggiunge Fury, il quale gli dà manforte il tempo sufficiente da permettere a Skye di comunicare a Deathlok di aver salvato suo figlio: libero dai suoi ricatti, il cyborg ferisce mortalmente Garrett, che, per salvarsi, si innesta protesi meccaniche su tutto il corpo sfruttando la macchina per la creazione dei Deathlok, ma, terminato il processo, viene carbonizzato da Coulson con lo 0-8-4 peruviano. Conclusasi la battaglia, gli uomini del Centipede e Ward, rimasto ferito alla gola dopo lo scontro con May, vengono arrestati dai militari; quindi Fury rivela a Coulson di averlo riportato in vita perché è uno dei pochi uomini di cui si fida; proprio in virtù di quella fiducia, inoltre, prima di sparire nuovamente, gli assegna il compito di ricostruire lo S.H.I.E.L.D. da zero nominandolo nuovo direttore. Riunitisi a Simmons dunque, Coulson, Triplett, May e Skye raggiungono un nuovo rifugio segreto: il Parco Giochi, gestito dal gemello di Koenig.
Nella prima scena finale, Raina contatta un misterioso essere insanguinato rivelandogli di aver ritrovato sua figlia: Skye.
Nella seconda scena finale, Coulson, svegliatosi di soprassalto nel cuore della notte, comincia a disegnare sui muri dei misteriosi graffiti, molto simili a quelli fotografati dall'impianto oculare di Akela Amador e incisi da John Garrett dopo l'iniezione del G.H.325.
- Altri interpreti: B.J. Britt (Antoine Triplett), Bill Paxton (John Garrett), J. August Richards (Deathlok), David Conrad (Ian Quinn), Ruth Negga (Raina), Samuel L. Jackson (Nick Fury), Patton Oswalt (Billy Koenig).
- Ascolti USA: telespettatori 5.230.000[48].
- Ascolti Italia: telespettatori 148.583[5].